# Kutno
Kutno er en by og gmina i powiaten Kutno i Województwo łódzkie i det centrale Polen. Den ligger ved floden Ochnia og fik byrettigheder før 1432 (fornyet i 1766).
Kutno er et vigtig jernbaneknudepunkt og har 42.255 (2021) indbyggere.

## Demografi
| Årstal    | Antal  |
| --------- | ------ |
| Dec. 2020 | 43,332 |
| 2006      | 47.557 |
| 1995      | 50 903 |
| 1965      | 27 309 |
| 1945      | 20 066 |
| 1827      | 4.620  |
| 1703      | 2003   |